# Fabryka Samochodów Osobowych
A FSO ou Fabryka Samochodów Osobowych (significando Fábrica de Carros de Passageiros) é uma marca polaca de automóveis, com sede em Varsóvia.

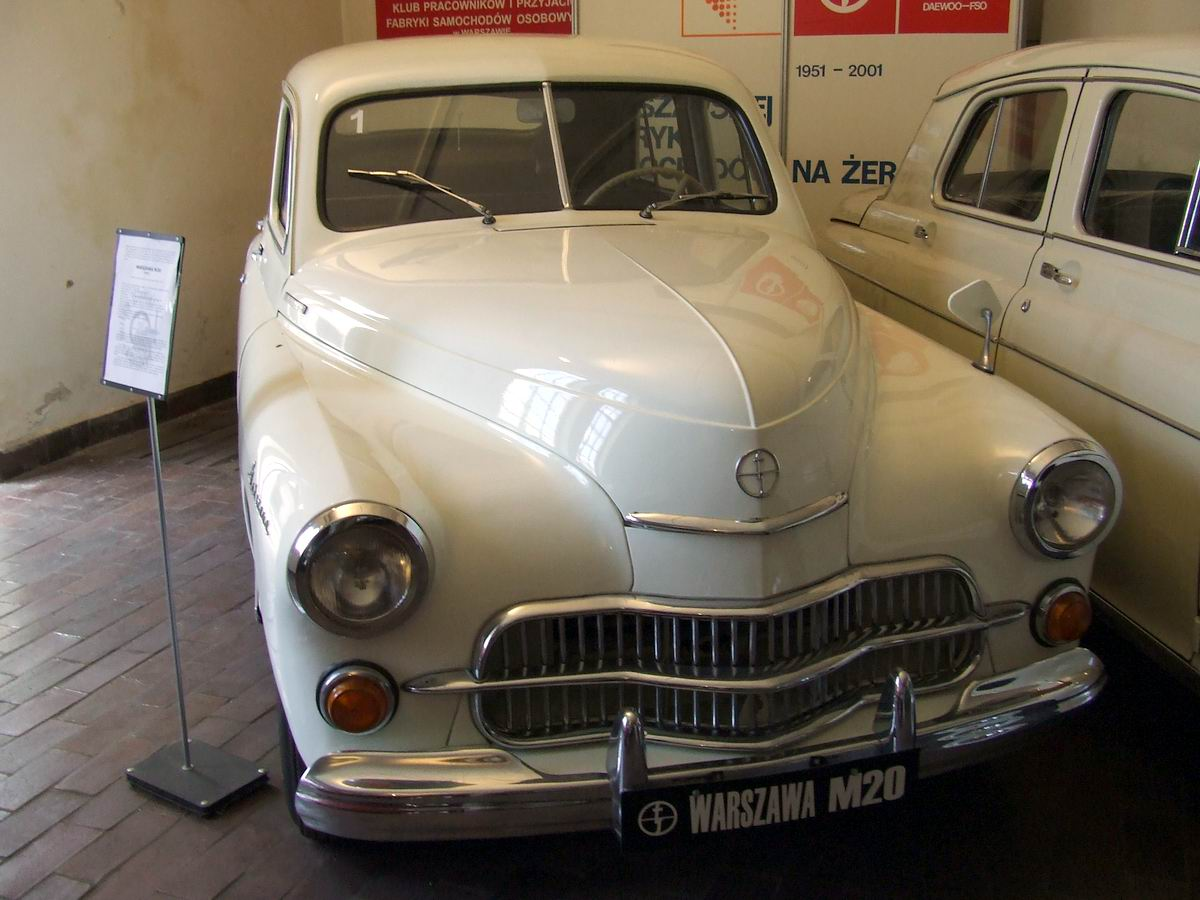
Warszawa M20

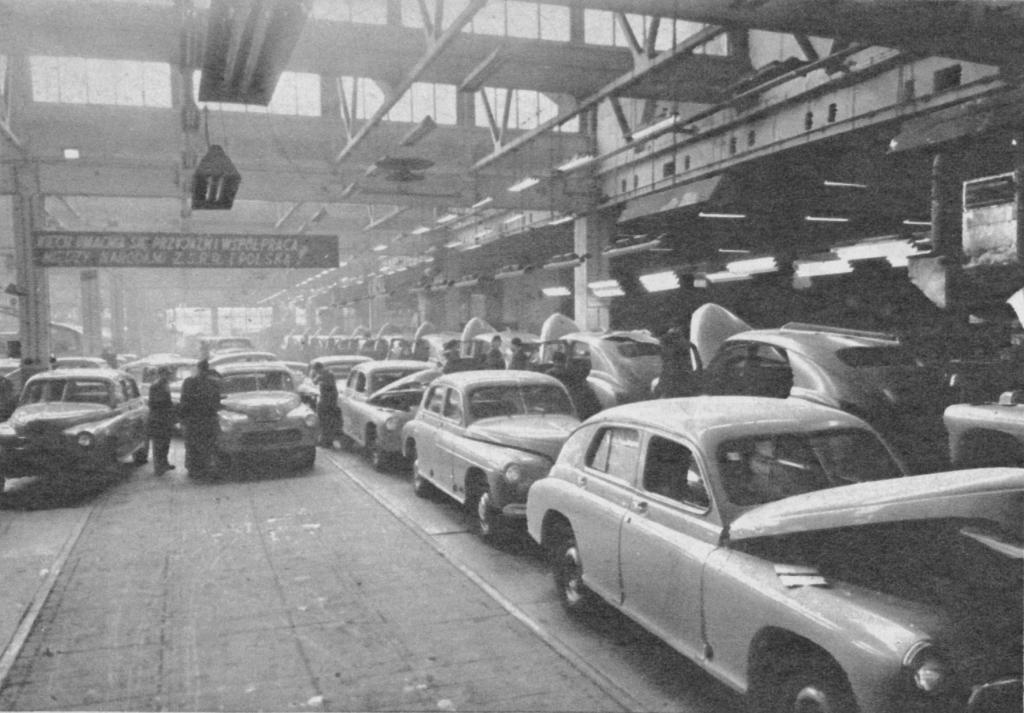
Warszawas montados na FSO no princípio da década de 1950

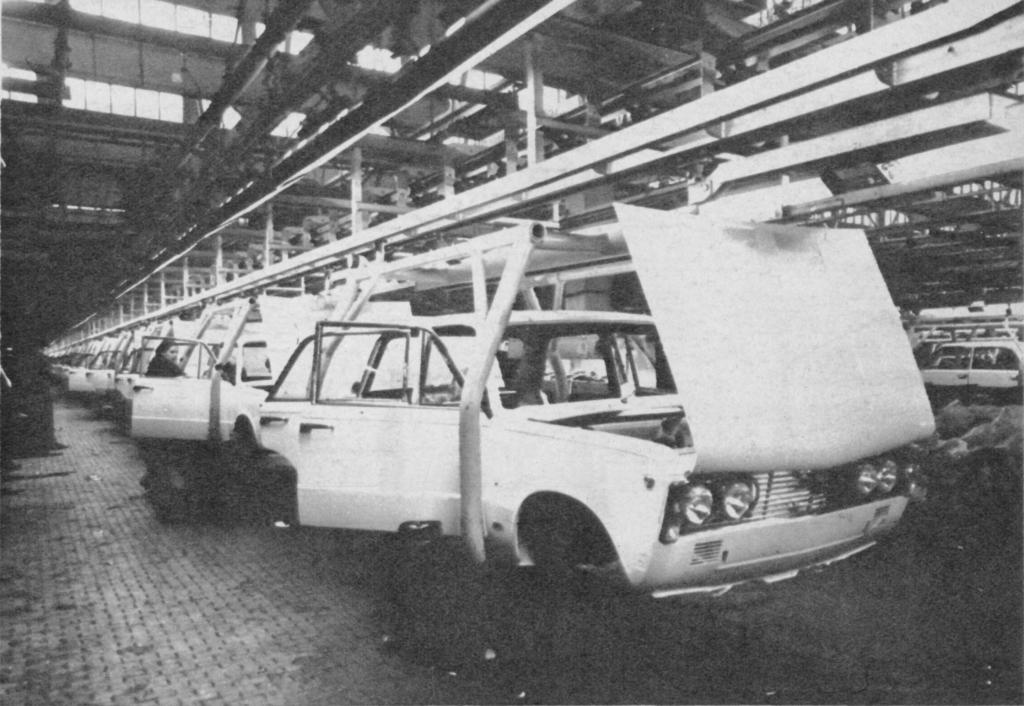
Polski Fiat 125p montados por volta de 1974

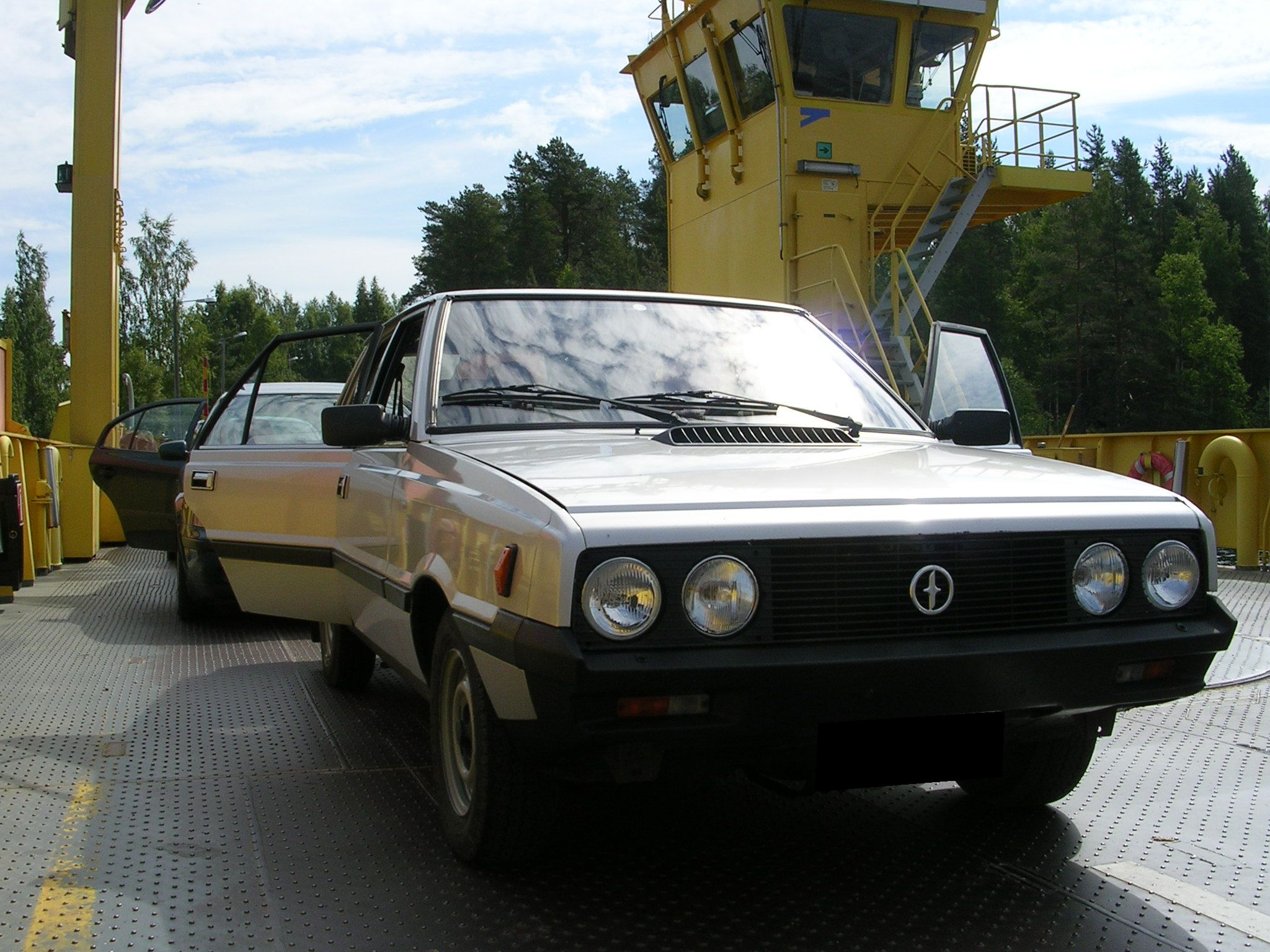
Um FSO Polonez MR'87 1.6 SLE

## O início
A fábrica foi construída em 1951 pelo governo polaco, no margem leste do rio Vístula, para a produção de automóveis na Polónia do pós-guerra. O primeiro modelo produzido foi o Warszawa.
Em 1953, uma equipa de engenheiros começou a desenvolver um modelo menor e mais popular, que viria a ser o segundo da marca, o Syrena, chegando ao mercado em 1957.
Foram exportadas 716 unidades do Warszawa para a Noruega, no período compreendido entre 1955 e 1959.

## A era do Polski Fiat
Em 1965, o governo polaco assinou um acordo com a Fiat, para fabricar alguns modelos daquela marca na Polónia, sob a designação Polski Fiat. Concretamente, o Fiat 125 viria a ser produzido em substituição do já obsoleto Warszawa. O modelo resultante, designado Polski Fiat 125p, era, na realidade, uma versão simplificada da mecânica dos Fiat 1300 e Fiat 1500, tendo chegado a ser exportado com as designações FSO 1300 e 1500. Também foram produzidas variantes sob a forma de carrinhas. Entretanto, o Warszawa continuou a ser produzido até 1973.

## A era do Polonez
Em 1978, a FSO introduziu um novo modelo, chamado Polonez. Era um veículo de 5 portas, baseado na mecânica do FSO 1500, com alguns melhoramentos. O Polonez foi exportado para diversos mercados, sob a égide da FSO. Este modelo deveria ter substituído todos os FSO 1500, mas estes mantiveram-se em produção até 1991, tendo ambos os modelos sofrido algumas actualizações durante esse período.

## A era da Daewoo
Após as reformas políticas de 1989, o governo polaco decidiu privatizar a FSO. Após alguns negócios mal sucedidos com a General Motors, a fábrica foi adquirida pela Daewoo, que a utilizou para fabricar alguns dos seus modelos. O Polonez continuou a ser produzido e reformulado durante algum tempo, mas a procura cada vez menor levou a que a sua produção cessasse em 2002.

## A era pós-Daewoo
A Daewoo entrou em falência em 2000, levando à deterioração da posição de mercado da FSO. A própria Daewoo foi adquirida pela General Motors, não incluindo a FSO no negócio. Assim, esta tornou-se, de certa forma, independente novamente. O governo polaco encetou conversações com diversas marcas para parcerias, sem grande sucesso, continuando a produzir alguns modelos da Daewoo. A empresa ucraniana UkrAVTO tornou-se a accionista principal. Em 2005, a imprensa indicou existirem conversações entre esta, a FSO e a General Motors, para a produção de carros da Daewoo para o mercado da união europeia. Contudo, em Março de 2006, ainda não havia qualquer confirmação por parte das empresas a este respeito.

## Modelos produzidos
- FSO Warszawa
- FSO Polonez
- Polski Fiat 125p
- FSO Syrena